# ایمره گارابا
ایمره گارابا (مجاری: Imre Garaba؛ زادهٔ ۲۹ ژوئیهٔ ۱۹۵۸) بازیکن و مربی فوتبال اهل مجارستان بود.
از باشگاه‌هایی که در آن بازی کرده‌است می‌توان به باشگاه فوتبال بوداپست هونود، باشگاه فوتبال رویال شارلوا، و باشگاه فوتبال رن اشاره کرد.
وی همچنین در تیم ملی فوتبال مجارستان بازی کرده‌است.